# Lucila Rivarola
Lucila Rivarola (San Luis, provincia de San Luis, Argentina, 6 de octubre de 1994) es una futbolista argentina. Es arquera de San Luis, club que juega en la Primera División.

## Trayectoria
Rivarola es puntana y se mudó a Córdoba en 2013 para estudiar Cine y Televisión en la Universidad Nacional de Córdoba. En esa ciudad, luego de egresada, dio sus primeros pasos en el club Lasallano de la Liga Cordobesa de Fútbol. Jugó inicialmente como delantera y posteriormente fue arquera, en sus últimos partidos hasta 2021.
Ese año llegó a Comunicaciones de la Primera División, tras una convocatoria a jugadoras por redes sociales, donde se estableció definitivamente como arquera. En 2023, se marchó a otro equipo de Primera, Excursionistas. Durante su estadía en Las Verdes además estudió Periodismo Especializado en Fútbol por un convenio con la Universidad Nacional de Tres de Febrero.
A mitad de año llegó a Talleres, que disputaba el ascenso, en 2023, y fue la arquera titular en la mayoría de los partidos en una temporada en la que Las Matadoras quedaron cerca del ascenso. Al año siguiente jugó cuatro partidos de titular con la valla invicta en el equipo que logró el título y el ascenso a Primera División.
Para el año 2025, pasó al San Luis Fútbol Club.

## Clubes
| Club           | País      | Año           |
| -------------- | --------- | ------------- |
| Lasallano      | Argentina | 2019 - 2021   |
| Comunicaciones | Argentina | 2021 - 2022   |
| Excursionistas | Argentina | 2022 - 2023   |
| Talleres       | Argentina | 2023-2024     |
| San Luis FC    | Argentina | 2025-presente |